# Filipijnse trogon
De Filipijnse trogon (Harpactes ardens) is een trogon die alleen voorkomt op de Filipijnen.
In het Filipijns heet deze vogel Balisara. In het Cebuano wordt de Filipijnse trogon Bagoko genoemd.

## Algemeen
De Filipijnse trogon is een mooi gekleurde vogel. De geslachten verschillen sterk van elkaar. De vijf ondersoorten verschillen enigszins van kleur en grootte.

## Kenmerken
Het mannetje van H. a. luzoniensis heeft een zwart voorhoofd. De rest van de kop is paarsachtig van kleur. De rug en stuit zijn oranje tot roodbruin, de stuit is iets lichter. De staart is roodbruin met een zwart uiteinde. De achterkant van de staart is zwart met wit. De vleugels zijn tot de helft roodbruin en daarna zwart met dunne witte strepen. De keel is zwart en de borst lichtgrijs met een lichtroze tint erdoorheen. De scheiding tussen borst en buik is dieprood en de buik is roze tot rood. Het vrouwtje heeft een donkerolijfkleurige kop, een donkerder rug, lichte roodbruine strepen op de vleugels. Daarnaast is de onderzijde kaneelkleurig en is de buik valer van kleur.
De snavel van een volwassen exemplaar is bij de basis groen en aan het uiteinde geel. Bij een juveniel is de basis hoornkleurig. De ogen zijn donkerbruin. De huid rond de ogen is bij een volwassen exemplaar kobaltblauw en bij een juveniel bruinachtig. De poten van de Filipijnse trogon zijn groenachtig grijs.
Deze soort wordt inclusief staart 30,5 centimeter en heeft een vleugellengte van 13,5 centimeter.

## Ondersoorten en verspreiding
De Filipijnse trogon telt vijf ondersoorten:
- H. a. ardens: Basilan, Dinagat en Mindanao.
- H. a. herberti: Noordoost-Luzon.
- H. a. linae: Bohol, Leyte en Samar.
- H. a. luzoniensis: Luzon (met uitzondering van het noordoosten), Marinduque en Catanduanes.
- H. a. minor: Polillo.

## Leefgebied
De Filipijnse trogon leeft alleen of in paartjes in bossen tot een hoogte van 2000 meter boven zeeniveau. Daar zit hij vaak rechtop op een tak op zo'n vijf tot tien meter boven de grond.

## Voortplanting
Er zijn parende Filipijnse trogons waargenomen in de maanden mei en juni. Er is een nest waargenomen met drie eieren erin. Het nest was gemaakt in een holletje in een dode boom op ongeveer twee meter boven de grond. Slechts het mannetje werd gezien tijdens het uitbroeden van de eieren.

## Status
De grootte van de populatie is niet gekwantificeerd maar de soort wordt omschreven als plaatselijk algemeen. Op de Rode lijst van de IUCN heeft deze soort de status niet bedreigd.